# Unité urbaine de Louvres
L'unité urbaine de Louvres est une unité urbaine française centrée sur la commune de Louvres, dans le département du Val-d'Oise en région Île-de-France.

## Données générales
Dans le zonage réalisé par l'Insee en 2010, l'unité urbaine était composée de deux communes.
Dans le nouveau zonage réalisé en 2020, elle est composée des deux mêmes communes.
En 2022, avec 15 981 habitants, elle représente la 4e unité urbaine du département du Val-d'Oise et occupe le 21e rang dans la région Île-de-France.
En 2021, sa densité de population s'élève à 966 hab/km2. Par sa superficie, elle représente 1,32 % du territoire départemental et, par sa population, elle regroupe 1,26 % de la population du département du Val-d'Oise.

## Composition 2020 de l'unité urbaine
Elle est composée des deux communes suivantes :
| Nom                    | Code Insee | Département | Statut       | Superficie (km2) | Population (dernière pop. légale) | Densité (hab./km2) | Modifier                                    |
| ---------------------- | ---------- | ----------- | ------------ | ---------------- | --------------------------------- | ------------------ | ------------------------------------------- |
| Louvres (ville-centre) | 95351      | Val-d'Oise  | ville-centre | 11,33            | 12 226 (2022)                     | 1 079              | modifier les données · modifier les données |
| Puiseux-en-France      | 95509      | Val-d'Oise  | banlieue     | 5,11             | 3 755 (2022)                      | 735                | modifier les données · modifier les données |

## Évolution démographique
| 1968  | 1975   | 1982   | 1990   | 1999   | 2009   | 2014   | 2021   |
| ----- | ------ | ------ | ------ | ------ | ------ | ------ | ------ |
| 4 375 | 10 927 | 10 483 | 10 629 | 11 726 | 12 319 | 13 485 | 15 840 |

#### Données générales
- Unité urbaine en France
- Aire d'attraction d'une ville
- Liste des unités urbaines de France

#### Données démographiques en rapport avec l'unité urbaine de Louvres
- Aire d'attraction de Paris
- Arrondissement de Sarcelles

#### Données démographiques en rapport avec le Val-d'Oise
- Démographie du Val-d'Oise